# バレエ シャンブルウエスト
バレエ シャンブルウエスト(Ballet chambreouest)は、東京都八王子市に本拠を置くバレエ団（株式会社）である。1989年に「ユースバレエ・シャンブルウエスト」として創立され、1999年に「バレエ シャンブルウエスト」と改称した。総監督・代表と芸術監督は、牧阿佐美バレヱ団でプリンシパルとして活動した今村博明・川口ゆり子夫妻。1990年以来、清里高原・萌木の村で「清里フィールドバレエ」公演を開催している。2011年からは、東日本大震災の被災地を巡回するミニバレエ公演「ポールラッシュドリームプロジェクト」に協力している。

## 沿革
このバレエ団は、1973年に川口が設立した「川口ゆり子バレエスクール」を母体とする 。総監督・代表と芸術監督は、牧阿佐美バレヱ団でプリンシパルとして活動した今村博明・川口ゆり子夫妻が務める。今村は井形久仁子バレエ研究所でバレエを始め、文化庁派遣芸術家在外研修員に選抜されて1976年から2年間、ロイヤル・バレエスクールに留学した。帰国後に牧阿佐美バレヱ団に入団し、プリンシパルとして様々な作品で重要な役柄を務めた。橘秋子賞優秀賞など、受賞歴多数である。川口は橘バレエ学校の出身で、1963年同校卒業後に牧阿佐美バレヱ団に入団した。1969年のニューヨーク留学を経て同団でプリマバレリーナを務め、海外のバレエ団にも客演した。芸術選奨新人賞（1972年）、服部智恵子賞（1986年）など多数の受賞歴を持つ。
川口の幼い頃、当時の八王子では現代舞踊は盛んであったがクラシックバレエの教室はあまりなかったという。小学校3年生のとき、初めて橘バレエ学校でレッスンを受けた川口は、クラシックバレエの用語で膝を曲げることを「プリエ」と言うことすら知らなかったため、カルチャーショックを受けた。川口は都心に行くことができない地元の子供たちのために八王子にも本格的なバレエ教室を開設したいと思い、橘バレエ学校の分校のような形でスクールを開いた。1989年、今村とともに優秀な生徒が踊る場を確保する目的で、オーディションで選抜された「バレエメイツ」で構成される「ユースバレエ・シャンブルウエスト」を発足し、同年12月に八王子市民会館で第1回公演『くるみ割り人形』を上演した。
1999年秋、「バレエ シャンブルウエスト」と改称した。シャンブル(chambre)はフランス語で「部屋」、ウエスト(ouest)は同じくフランス語で「西」を意味し、東京の西方にある八王子でバレエ芸術の創造と開花を目指している。2000年8月から9月のロシア・エストニア公演（『天上の詩』、『時雨西行』、『オンザロード』など、ボリショイ劇場・エストニア国立歌劇場・アレクサンドリンスキー劇場）、2004年のロシア・ウクライナ公演（『タチヤーナ』全8回公演、キエフ・シェフチェンコ劇場・マールイ劇場・ノーベアオペラ）と海外での公演も実施している。
バレエ シャンブルウエストは、古典バレエの上演の他、『タチヤーナ』、『親指姫』、『天上の詩』などの新作バレエの制作上演、「清里フィールドバレエ」や「ポールラッシュドリームプロジェクト」などへの継続的な取り組みなど、さまざまな公演活動を展開している。八ヶ岳山麓に伝わる天女伝説と七夕の説話に想を得たオリジナル作品『天上の詩』（石島正博作曲）は、1997年度の文化庁芸術祭の大賞を受賞し、海外公演でも好評を得た。
2002年度の文化庁芸術祭では『タチヤーナ』が大賞を受賞し、2011年度の文化庁芸術祭では『ルナ』が芸術祭優秀賞を受賞している。2006年、川口が舞踊部門で芸術選奨を受賞した。

## 「清里フィールドバレエ」と「ポールラッシュドリームプロジェクト」
バレエ シャンブルウエスト（当時はユースバレエ・シャンブルウエスト）は、1990年夏に山梨県北巨摩郡高根町清里（現：北杜市）のリゾート施設「萌木の村」との共催で「清里フィールドバレエ」（『ジゼル』全幕、2回公演）を初開催した。川口によると、当初は地元の人々はバレエに興味がなかったというが、次第に応援してくれるようになった。
野外公演という特殊状況での試行錯誤もあった。野外舞台は、雨が降らなくとも夜露で濡れて滑りやすくなるため、当初は休憩のたびにスタッフが床を拭いたり大きな扇風機で風を起こしたりしていたが、舞台の濡れを防ぐことはできなかった。その後床を暖めることを発案し、舞台の下にボイラーを3機入れて炊くようにした結果、踊るのが楽になった。舞台の下へのボイラーの導入は、出番待ちのダンサーの脚を冷やさずに済むという良い結果ももたらしている。
1990年の第1回公演は2回の公演で350人の動員だったというが、その後回を重ねて10日間以上の公演期間となり、2004年の第15回公演では11,517人の観客動員を記録した。「清里フィールドバレエ」の上演は、夏季における清里での一大イベントとなり、萌木の村では直営宿泊施設及び近隣の宿泊施設と契約して、バレエの観客向けに送迎など様々な便宜を図っている。北杜市は「清里フィールドバレエ実行委員会」が挙げた実績に対して、「市民栄誉賞」第2号を贈った。
萌木の村は、社長船木上次の発案により、2011年3月11日に発生した東日本大震災の被災地を対象として「”清里フィールドバレエ”心の震災復興プロジェクトフィールドバレエ巡回公演」（ポールラッシュドリームプロジェクト）を同年5月から合計20回行った この公演にはバレエ シャンブルウエストのソリストたち4-5名が踊り手として参加し、世界最大級といわれるオルゴール「ポール・ラッシュ」が音楽を担当、仮設舞台の設営は「清里フィールドバレエ」でも舞台を手がける清里の大工たちが担当した。この公演は次年度以降も継続し、2013年は9月9日から9月19日の日程で岩手県久慈市、宮城県石巻市、福島県いわき市などを巡回している。

## 主なレパートリー
| - 白鳥の湖 - くるみ割り人形 - 天上の詩 | - ルナ - 親指姫 - ジゼル | - タチヤーナ - フェアリーテイル - コッペリア |

## 主な団員・出身者
| - 吉本真由美 - 橋本尚美 - 深沢祥子 - 佐々木万璃子 | - 山田美友 - 松村里沙 - 田中麻衣子 - 太田恵 | - 望月美帆 - 宇田川路代 - 吉本泰久 - 逸見智彦 | - 船木城 - 山本帆介 - 染谷野委 - 土方一生 |